# Johann Gottfried Müthel
Johann Gottfried Müthel (Mölln, 17 de enero de 1728-Bienenhof, 14 de julio de 1788) fue un compositor alemán del movimiento Sturm und Drang. Müthel también fue famoso en su época como intérprete de teclado. Su obra Duetto für 2 Clavier, 2 Flügel, oder 2 Fortepiano (1771) está considerada como la primera obra compuesta para piano, lo que refleja la creciente popularidad de este instrumento en tal fecha.

## Biografía
Nació en una localidad del Ducado de Lauenburgo. Era el quinto de los diez hijos que tuvo el organista Christian Caspar, quien era amigo del compositor Georg Philipp Telemann. Müthel recibió las primeras enseñanzas musicales de su padre y más tarde continuó sus estudios con Johann Paul Kunzen en Lübeck. A los diecinueve años, en 1747, Müthel llegó a ser organista y clavecinista en la corte del duque Cristián Luis II de Mecklemburgo-Schwerin, en Schwerin. En 1750 se trasladó a Leipzig para estudiar con Johann Sebastian Bach. Fue el último alumno del compositor, quien murió tres meses después. En ese tiempo, Müthel transcribió para Bach —que estaba ciego— algunas de sus últimas obras, como la Fantasía cromática y partes del  Orgelbüchlein (Pequeño libro de órgano).
Según el biógrafo de Bach, Philipp Spitta, Müthel asistió al fallecimiento de Bach y estuvo supliéndole en sus funciones durante nueve meses. Después, continuó sus estudios musicales con Johann Christoph Altnickol, quien también había estado viviendo y estudiando con Johann Sebastian Bach.
Müthel posteriormente viajó y conoció a otros compositores. Fue muy importante su relación con C.P.E. Bach, con quien coincidió en la corte de Federico II el Grande en Potsdam y con quien mantuvo una larga y estrecha amistad y correspondencia. En 1751 Müthel se instaló durante dos años en la corte ducal y finalmente fue sustituido por su hermano menor.
En 1753 se mudó a Riga (Letonia, entonces parte del Imperio Ruso), donde residía uno de sus hermanos. Fue allí donde publicó la primera de sus composiciones, en 1756. En vida de Müthel se publicaron muy pocas de sus partituras. Al principio, trabajaba como director de una orquesta privada; después, consiguió el puesto de organista de la iglesia de San Pedro de Riga, donde sirvió de 1767 hasta 1788, fecha de su muerte.

## Influencia
Müthel fue apreciado como un intérprete virtuoso de teclado, y el historiador dieciochesco Charles Burney le tuvo en gran estima. La difusión de su obra y su prestigio personal contaron con las dificultades de haber publicado en vida pocas partituras y de haberse establecido en una ciudad como Riga, alejada de los centros musicales europeos más importantes.